# Kongresshaus Salzburg

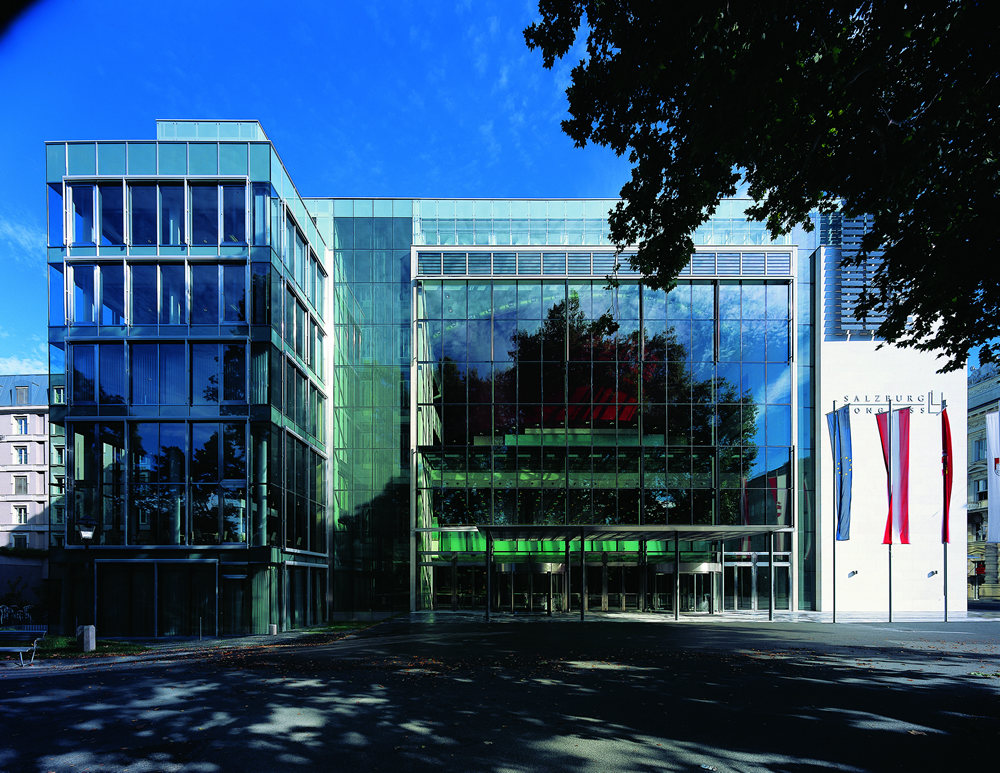

Das Kongresshaus Salzburg, auch Salzburg Congress, ist ein im Juni 2001 eröffnetes Veranstaltungs- und Kongresshaus in Salzburg.

## Geschichte
Im Zuge des Wiederaufbaus in der Zeit nach dem Zweiten Weltkrieg errichtete man in den 50er Jahren in Salzburg ein Kongresshaus. Es wurde im Jahre 1957 am Standort Auerspergstraße/Ecke Rainerstraße direkt angrenzend an den Kurgarten eröffnet. Architekten waren die Wiener Max Fellerer und Eugen Wörle, mit Otto Prossinger und Felix Cevela.
Anfang der 1990er Jahre beschloss der Salzburger Gemeinderat, das in die Jahre gekommene Gebäude durch einen Neubau zu ersetzen, und ließ 1992 ein Architekten-Gutachterverfahren (Jury-Vorsitz Architekt Hans Hollein) durchführen. Dabei wurde ein Projekt des spanischen Architekten Juan Navarro Baldeweg empfohlen, zwei Jahre später aber wegen baulicher Beanstandungen und zu hohem Preis (440 Millionen Schilling, ca. 32 Mio. Euro) wieder verworfen. 1995 wurde der Architekt Friedrich Brandstätter mit den Planungsarbeiten beauftragt. Diesem wurde das Projekt 1997 entzogen und dem Architekten Ernst Maurer aus Hollabrunn zur Fortsetzung übergeben.
Der Abbruch des alten Kongresshauses erfolgte im Herbst 1998 und nach Aushebung der Baugrube Anfang 1999 begann die Errichtung des neuen Gebäudes. Das neue Kongresshaus, nunmehr Salzburg Congress genannt, wurde im Juni 2001 nach zweieinhalbjähriger Bauzeit eröffnet. Die Baukosten beliefen sich schlussendlich auf knapp über 700 Millionen Schilling, aus städtebaulicher und architektonischer Sicht gab es auch kritische Stimmen.

## Architektur und Bautechnik

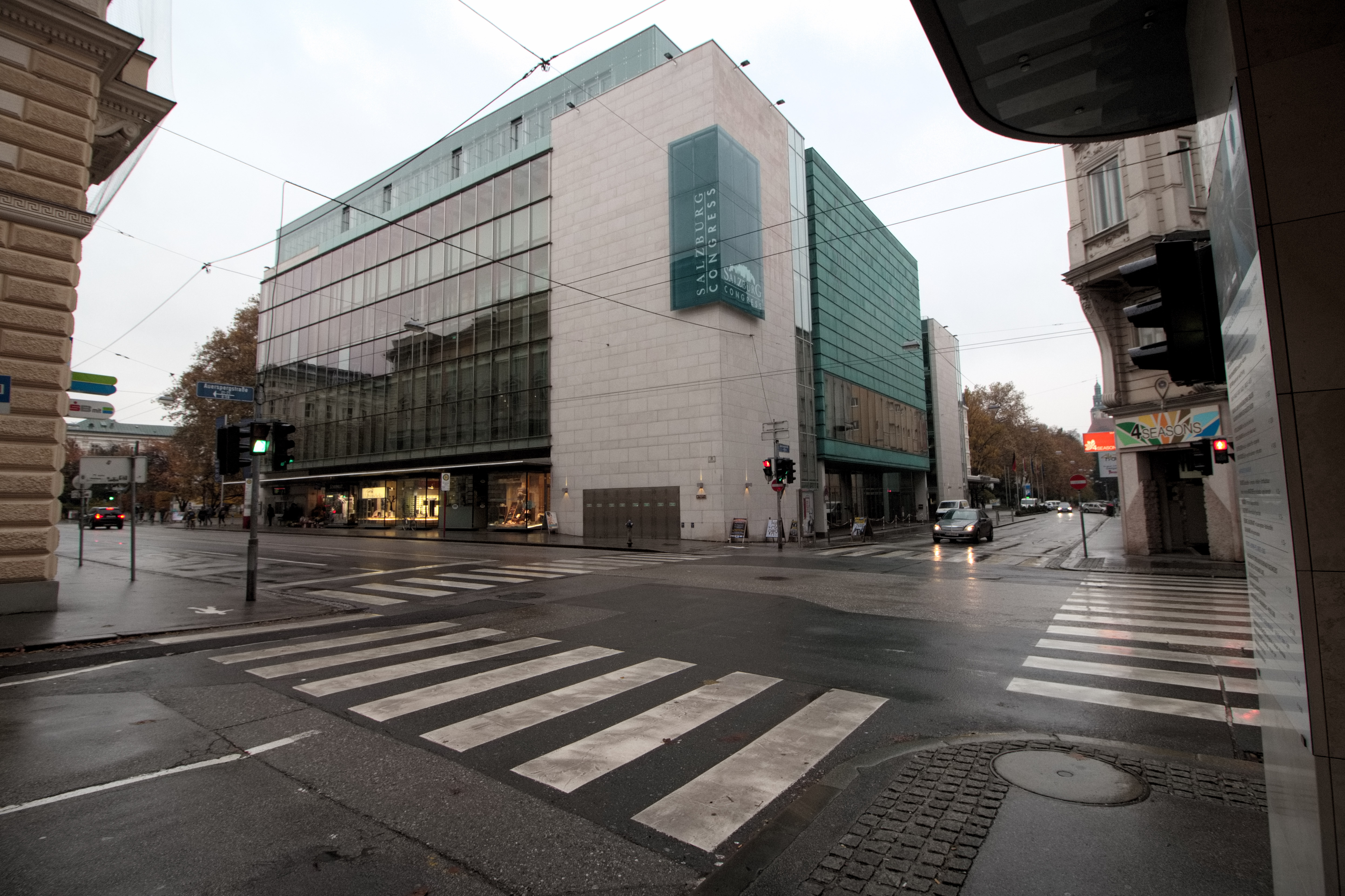
Das Kongressgebäude gesehen von Kreuzung Rainerstraße – Auerspergstraße

Die Aufgabe für den Architekten bestand darin, an der Verkehrsachse Bahnhof–Rainerstraße–Altstadt an einem durch die Innenstadtlage begrenzten und wegen der Nähe zum historischen Schloss Mirabell an der direkten Grenze des UNESCO-Welterbe Historisches Zentrum der Stadt Salzburg sensiblen Bauplatz ein den modernen Ansprüchen entsprechendes Veranstaltungshaus zu erbauen.
Der Bau, der sich über fünf Geschoße erstreckt, ist kompakt angelegt und nutzt den Bauplatz voll aus. Die Fassade stellt sich nüchtern in Glasfassaden und Natursteinflächen dar. Das für ein Fassungsvermögen von über 2500 Personen konzipierte Haus ist im Inneren durch Glasbrücken, verschiedene Deckenöffnungen und Galerien aufgelockert. Die Außenschale des in der Mitte des Gebäudes eingebetteten Saales wird durch Beleuchtungseffekte am Abend auch außen durch die Glasfassade sichtbar. Die beim Innenausbau verwendeten Materialien sind Granit im Eingangsfoyer, Akazienparkettboden in allen Sälen und Ausstellungsfoyers, Glashandläufe und eine Metallkassettendecke sowie speziell für Salzburg Congress angefertigte Leuchten. Über drei Geschoße bei der Haupttreppenanlage erstreckt sich eine von hinten beleuchtete Glasarbeit des kanadischen Künstlers Stuart Reid.
Die Gründung des Baues erfolgte aufgrund der schwierigen Bodenverhältnisse (hoher Grundwasserspiegel sowie Beschaffenheit des Erdreiches) mittels einer durchgängigen, ca. 120 cm dicken Fundamentplatte. Die Grundstruktur des fünf Geschoße umfassenden Gebäudes besteht im Wesentlichen aus einer Stahlbetonskelett-Konstruktion mit bewehrten und vorgespannten Betondecken. Die transparente Außenhaut ist als abgehängte Stahl-Glas-Fassade ausgeführt, die im fünften Obergeschoß im Stahlbetonrahmen verankert ist. Das Gebäude ist so strukturiert, dass der Mittelteil mit dem Hauptsaal bzw. mit den Foyers durch vier Hauptstützen getragen wird.
Rund um diesen zentralen Gebäudeteil sind die Versorgungseinrichtungen des Hauses sowie Nebensäle gruppiert.
Die Heizung des Hauses erfolgt einerseits über ein Hochtemperatursystem mit Fernwärme und andererseits über ein Niedrigtemperatursystem mittels Erdwärme, gewonnen durch Wärmepumpen, sowie eine Photovoltaikanlage am Dach und an der Fassade (400 m², 34,2 kW) – Salzburg Congress war das erste Kongresshaus der Welt, das einen Teil seines Strombedarfs mit selbst erzeugtem Strom abdeckt. Die Klimatisierung des Hauses erfolgt zum Teil unter Ausnutzung der Wärmerückgewinnung, um Betriebskosten zu sparen.